# Крупський Іван Васильович (льотчик)
Крупський Іван Васильович (нар. 20 січня 1901 — 1988) — радянський військовий льотчик, воєначальник, учасник Радянсько-фінської та Німецько-радянської воєн, командир 9-го Лодзинського штурмового авіаційного корпусу під час Другої світової війни, генерал-майор авіації.

## Життєпис
Крупський Іван Васильович народився в селі Римарівка Гадяцького повіту Полтавської губернії у селянській родині. Українець. Служити почав у РСЧА з вересня 1922 року. Член ВКП(б) з 1925 року.

### Освіта
- Ленінградська військово-теоретична школа пілотів ВПС РСЧА (1926 р.)[3]
- 1-я військова школа пілотів імені О. Ф. Мясникова (1927 р.)[3]
- КУНС при Військово-повітряній академії РСЧА ім. професора М. Є. Жуковського (1932 р.)[3]
- Липецькі вищі авіаційні курси удосконалення ВПС РСЧА (1938 р.)[3]
- ВАК при Вищій військовій академії імені К. Є. Ворошилова (1948 р.)[3]
- Вища військова академія імені К. Є. Ворошилова (1950 р.)[3]

### До війни
У РСЧА з вересня 1922 року служив червоноармійцем. Влітку 1923 р. вступив у Військово-підготовчу школу Червоного Повітряного флоту, переформовану в січні 1925 р. в Ленінградську військово-теоретичну школу ВПС РСЧА. Для подальшого навчання направлений в 1926 році в 1-ю військову школу льотчиків імені А. Ф. Мясникова, після закінчення якої був залишений у ній інструктором. Виконував обов'язки командира ланки і політрука ескадрильї, призначений командиром ланки в Ленінградський військовий округ, командиром загону. У жовтні 1931 р. прийнятий на КУНС при Військово-повітряній академії РСЧА ім. професора М. Є. Жуковського, після закінчення якої в квітні 1932 р. призначений командиром окремого артилерійського авіаційного загону. У березні призначений командиром ескадрильї, яка перебазувалася на Далекий Схід Росії до складу Особливої Червонопрапорної Далекосхідної армії. Після проходження навчання у Вищій льотно-тактичній школі в липні 1938 р. призначений помічником командира 3-го штурмового авіаційного полку, а в листопаді — командиром 6-го штурмового авіаційного полку. У 1939 році став заступником командира і «врід» командира 52-ї штурмової авіаційної бригади в Омську, з серпня 1940 р. призначений в Білоруський Особливий військовий округ заступником командира 12-ї змішаної авіаційної дивізії у Вітебську.

### Участь у війні
Другу світову війну І. В. Крупський зустрів 22 червня 1941 р. на колишній посаді на Західному фронті, з вересня 1941 р. — став командиром 12-ї змішаної авіаційної дивізії. Брав участь в прикордонній битві, потім в Смоленській битві, у битві під Москвою. У квітні 1942 р. призначений заступником командувача ВПС 61-ї армії, в липні — командиром 3-го окремого тренувального навчального полку 1-ї повітряної армії цього ж фронту, у листопаді — командиром 299-ї штурмової авіаційної дивізії (з серпня 1944 — 11-а гвардійська штурмова авіаційна дивізія).
Під час Курської битви та Білоруської стратегічної наступальної операції Крупський І. В. «... зумів правильно організувати бойову роботу штурмовиків, у наслідку чого було завдано великої шкоди живій силі і техніці противника, особливо в період боїв за місто Ніжин, за що дивізія отримала почесне найменування „Ніжинська“»
Оригінальний текст (рос.)
Из боевой характеристики: В ходе Курской битвы и Белорусской стратегической наступательной операции И. В. Крупский «…сумел правильно организовать боевую работу штурмовиков, в результате чего был нанесен большой урон живой силе и технике противника, особенно в период боев за город Нежин, за что дивизия получила почетное наименование „Нежинская“»— з бойової характеристики
У серпні 1944 року І. В. Крупський — командир 1-го змішаного авіаційного корпусу (з вересня 1944 р. — 9-го штурмового авіаційного корпусу), який брав участь в операціях:
- Вісло-Одерська операція[3] з 12 січня 1945 р. до 3 лютого 1945 р.
- Варшавсько-Познанська операція з 14 січня 1945 р. до 3 лютого 1945 р.
- Східно-Померанська операція[3] з 10 лютого 1945 р. до 4 квітня 1945 р.
- Берлінська операція[3] з 16 квітня 1945 р. до 8 травня 1945 року, і звільнив міста Лодзь, Варшава, Познань і Берлін[4]. За відзнаку в боях за місто Лодзь корпусу присвоєно почесне найменування «Лодзький», а за участь у штурмі Берліна він був нагороджений орденом Червоного Прапора.

### Після війни
Після війни І. В. Крупський продовжував командувати корпусом в Групі радянських окупаційних військ у Німеччині,
- з травня 1946 року — командував ВПС Південно-Уральського військового округу;
- з квітня 1948 р. — слухач ВАК при Вищій військовій академії ім. К. Є. Ворошилова, після закінчення чого з грудня продовжував навчання на авіаційному факультеті цієї ж академії;
- з лютого 1950 р. — помічник командувача у стройовій частині 37-ї Повітряної армії;
- з липня 1950 р. — командувач ВПС Воронезьким військовим округом;
- з березня 1953 р. — начальник кафедри штурмової авіації Червонопрапорної Військово-повітряної академії[5];
- з січня 1957 року І. В. Крупський у відставці. Продовжував викладати в академії імені Ю. О. Гагаріна.

Помер у селищі Моніно.

### Військове звання
- Генерал-майор авіації — від 04 лютого 1944 року

## Нагороди
- орден Леніна (1947 року)
- орден Червоного Прапора (10.03.1943 р.)[2]
- орден Червоного Прапора (03.11.1944 р.)
- орден Червоного Прапора (1952 р.)
- орден Суворова 1 ступеня (29.05.1945 р.)[6]
- орден Суворова 2 ступеня (23.07.1944 р.)[7]
- орден Суворова 2 ступеня (06.04.1945 р.)[8]
- орден Олександра Невського (СРСР) (28.07.1943 р.)[9]
- орден Вітчизняної війни 1 ступеня (06.04.1985 р.)[10]
- орден Червоної Зірки (1934 р.)
- орден Червоної Зірки (05.11.1942 р.)[1]
- медалі